# جوليس غيران
جوليس غيران (بالإنجليزية: Jules Guerin)‏ هو رسام أمريكي، ولد في 18 نوفمبر 1866 في سانت لويس في الولايات المتحدة، وتوفي في 14 يونيو 1946.

## وصلات خارجية
- جوليس غيران على موقع الموسوعة البريطانية (الإنجليزية)